# 엘리야스 빌야넨

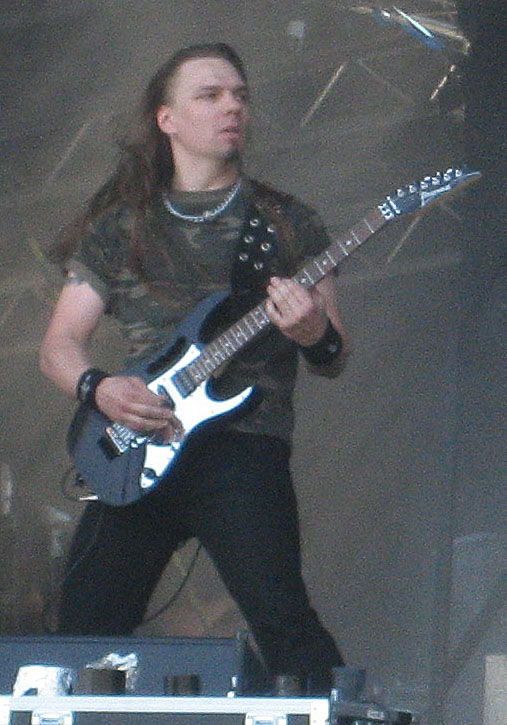
엘리야스 빌야넨

엘리야스 빌야넨(Elias Viljanen)은 핀란드의 멜로딕 헤비 메탈 기타리스트이다. 2007년 야니 리마타이넨의 후임으로 소나타 아티카에 가입했다.

## 음반 발매
밑에 있는 음반은 솔로 음반이다.
- 2002년 'Taking the Lead'
- 2005년 'The Leadstar'
- 2009년 'Fire-Hearted'